# Аксельрод, Дэвид
Дэвид Аксельрод (англ. David Axelrod; род. 22 февраля 1955, Нью-Йорк) — главный стратег предвыборного штаба Барака Обамы на президентских выборах 2008 и 2012 годов. Бывший старший советник президента США Обамы с января 2009 года по февраль 2011 года. С 1984 года работал политическим консультантом: в 1985 году основал собственную политико-консультативную компанию Axelrod & Associates, ныне известную как AKP&D Message and Media. С 1976 по 1984 годы работал репортером и политическим обозревателем газеты Chicago Tribune.

## Биография
Дэвид Аксельрод (David Axelrod) родился 22 февраля 1955 года в Нью-Йорке в еврейской семье, принадлежащей к среднему классу. Его отец Джозеф Аксельрод (Joseph Axelrod) был психологом, мать Мирил Аксельрод (Myril Axelrod) в 1940-х годах была журналистом в PM — левой политической газете, а потом стала работать в рекламном бизнесе. Его родители впервые расстались, когда Дэвиду было пять лет, а окончательно развелись в 1968 году. Аксельрод вместе с сестрой Джоан (Joan) остался жить с матерью. Отец Аксельрода, которого тот позже назвал своим «лучшим другом и героем», покончил жизнь самоубийством, когда сыну было девятнадцать лет ,.
Аксельрод рано проявил интерес к политике. К примеру, в тринадцать лет он продавал предвыборные значки в рамках кампании сенатора от Нью-Йорка Роберта Кеннеди, который рассчитывал стать единым кандидатом от Демократической партии на выборах президента США, но был застрелен в июне 1968 года.
После окончания средней школы Аксельрод поступил в Чикагский университет (University of Chicago) и тем же летом, пока не перебрался в Чикаго, устроился работать репортером в манхэттенскую газету The Villager. Во время учёбы в университете он специализировался на политических науках. Будучи магистрантом Аксельрод подрабатывал политическим обозревателем в газете Hyde Park Herald. После окончания университета в 1976 году он получил возможность летней стажировки в Chicago Tribune, по завершении которой чикагская газета предложила ему постоянную работу.
На должности репортера Chicago Tribune Аксельрод время от времени комментировал предвыборные кампании политических аутсайдеров. В 1979 году он занялся освещением кампании Джэйн Бирн (Jane M. Byrne) — малоизвестной кандидатки на пост мэра Чикаго. Его статьи стали важным фактором победы Бирн, которая выиграла выборы, став первой женщиной — мэром Чикаго. Это, в свою очередь, положительным образом повлияло на карьеру самого Аксельрода, занявшего место политического обозревателя Chicago Tribune.
В возрасте двадцати семи лет Аксельрод стал шефом бюро Chicago Tribune в городской администрации Чикаго, совмещая эту должность с обязанностями политического обозревателя. Однако, отчаявшись сделать достойную карьеру в Chicago Tribune, в 1984 году он присоединился к сенаторской избирательной кампании члена Палаты представителей от штата Иллинойс Пола Саймона (Paul Simon) в качестве руководителя отдела по связям с общественностью. Спустя всего несколько недель Аксельрод был назначен на должность одного из руководителей штаба предвыборной кампании демократа Саймона, опередившего в предвыборной гонке республиканца Чарльза Перси (Charles Percy), до этого трижды избиравшегося сенатором.
В 1985 году Аксельрод открыл собственную политико-консультативную компанию Axelrod & Associates, ныне известную как AKP&D Message and Media. В 1987 году он успешно участвовал в избирательной кампании первого чернокожего мэра Чикаго Гарольда Вашингтона (Harold Washington), переизбиравшегося на второй срок. Кроме того, Аксельрод долгое время оставался стратегом в команде мэра Чикаго Ричарда Дэйли, избранного на этот пост в 1989 году и успешно переизбиравшегося в 1991, 1995, 1999, 2003 и 2007 годах.
В 2004 году в качестве представителя пресс-службы Аксельрод участвовал в предвыборной кампании демократа Джона Эдвардса, баллотировавшегося на пост президента США. По результатам предварительных выборов Эдвардс не набрал достаточного количества голосов, единственный тур праймериз, который он выиграл, прошел в Южной Каролине.
В 2006 году Аксельрод консультировал избирательные штабы Элиота Спитцера, победившего с его помощью на выборах губернатора штата Нью-Йорк, и Деваля Патрика, который был избран губернатором штата Массачусетс.
Аксельрод всерьез думал о том, чтобы отказаться от участия в избирательных кампаниях кандидатов в президенты США, так как пятеро из них являлись его бывшими клиентами. Ими были Барак Обама, Хиллари Клинтон, Джон Эдвардс, Кристофер Додд и Том Вилсэк. Тем не менее, после некоторых раздумий Аксельрод принял решение об участии в избирательной кампании Обамы, став главным стратегом предвыборного штаба.
Основной темой кампании Аксельрод предложил идею перемен. Как показали результаты, он не ошибся. Предвыборный штаб Хиллари Клинтон, основной соперницы Обамы на предварительных выборах, сделал ставку на опыт и авторитетность своего лидера и проиграл. 7 июня 2008 года Клинтон заявила о прекращении предвыборной кампании и призвала избирателей поддержать Обаму, ставшего единым кандидатом от Демократической партии.
Предвыборная кампания Обамы под руководством Аксельрода имела ряд отличительных черт. Обама, например, отказался использовать средства из государственного бюджета на финансирование своей предвыборной кампании, а также брать деньги у лоббистов. Несмотря на все это, уже летом 2008 года предвыборный фонд Обамы более чем в два раза превышал фонд кандидата от республиканцев Джона Маккейна. Всего Обаме удалось собрать пожертвований на сумму более чем в 750 миллионов долларов. Для предвыборной агитации команда Аксельрода активно использовала интернет и SMS-сообщения. Кроме того, Обама получил поддержку известных культурных деятелей США, среди которых были Боб Дилан, Брюс Спрингстин и Чак Берри.
В день президентских выборов 4 ноября 2008 года Обама получил 51 процент голосов избирателей и более 300 голосов выборщиков, что обеспечило ему убедительную победу над республиканцем Маккейном. Явка избирателей стала самой высокой в США с 1908 года и составила примерно 64 процента.
Вскоре после избрания Обамы президентом США Аксельрод был назван будущим старшим советником президента. Комментируя это назначение, Аксельрод высказал предположение, что будет выполнять функции, схожие с теми, которые он выполнял во время предвыборной кампании Обамы. Аксельрод вступил в должность старшего советника Белого дома сразу после инаугурации Обамы, состоявшейся 20 января 2009 года. В феврале 2011 года Аксельрод оставил должность советника, чтобы заняться подготовкой новой президентской кампании Обамы на выборах 2012 года.

## Семья
Свою будущую супругу Сьюзен Ландау (Susan Landau) Аксельрод встретил в Чикагском университете. Они поженились в 1979 году. У супругов трое детей, причем известно, что их дочь Лорен (Lauren) страдает от эпилепсии. Жена Аксельрода стала президентом, а он сам — почетным членом консультативного совета общественной благотворительной организации Citizens United for Research in Epilepsy (CURE), занимавшейся содействием исследованиям в области лечения эпилепсии.

## В популярной культуре

### В кино
- Самый громкий голос (2019). Роль исполнил Дэвид Кромер[англ.].